# Сухоребрик мінливий
Сухоребрик мінливий (Sisymbrium polymorphum) — вид рослин з родини капустяних (Brassicaceae), поширений у східно-центральній і східній Європі та помірній Азії до Далекого Сходу.

## Опис
Однорічна рослина 20–80 см заввишки. Стеблові листки вгору стоять, довгасті або лінійні, нижні — зубчасті або перисто-роздільні, з лінійними часточками, верхні — лінійні, тупі, цілокраї. Стручки гладкі, на віддалених плодоніжках, косо вгору стоять, 15–35 мм завдовжки.

## Поширення
Поширений у східно-центральній і східній Європі та помірній Азії до Далекого Сходу.
В Україні вид зростає на степових схилах, галявинах у лісах, кам'янистих степах — на півдні Лісостепу, у Степу і північ Криму; занесено в Закарпатті (Ужгород).